# Kapchorwa (huyện)
Huyện Kapchorwa là một huyện ở khu vực phía Đông của Uganda. Thị trấn Kapchorwa là trung tâm huyện hành chính và thương mại chính của huyện, và là nơi đặt trụ sở chính của huyện. Đây cũng là huyện quê hương của Stephen Kiprotich, vận động viên giành huy chương vàng marathon nam tại Thế vận hội Olympic 2012 ở London.
Vào tháng 8 năm 2014, điều tra dân số quốc gia thống kê dân số là 104.580 người.

## Vị trí
Huyện này giáp với Huyện Kween về phía đông bắc và đông, huyện Sironko về phía nam, và huyện Bulambuli về phía tây và đông bắc. Trụ sở chính của quận tại Kapchorwa, có nghĩa là "nhà của những người bạn", cách thành phố lớn gần nhất Mbale là khoảng 65 km (40 mi), về phía đông bắc. Huyện này cách Kampala, thủ đô và thành phố lớn nhất của Uganda, khoảng 295 km (183 mi) về phía đông bắc. Các tọa độ của huyện là 01 24B, 34 27Đ.